# Antonio Jiménez Manjón

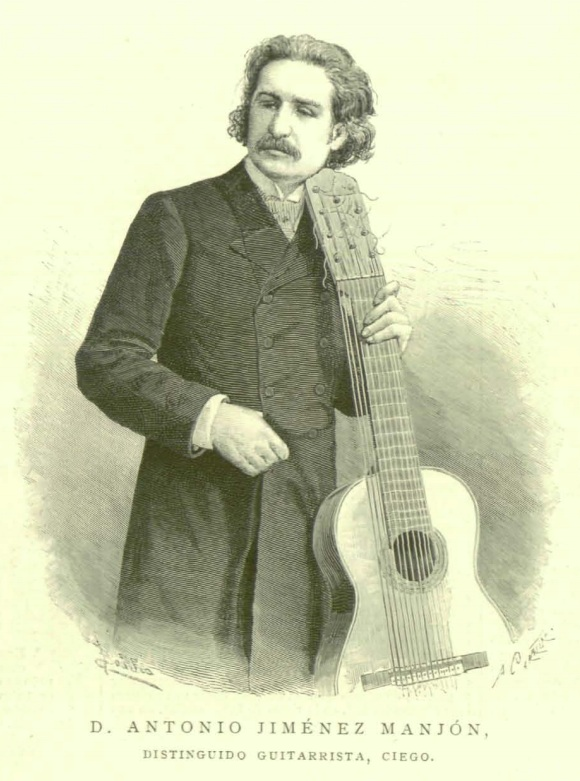
Antonio Jiménez Manjón mit seiner elfsaitigen Gitarre, 1888

Antonio Jiménez Manjón (* 1866 in Villacarillo, Andalusien, Spanien; † 3. Januar 1919 in Buenos Aires, Argentinien) war ein spanischer Komponist und Gitarrenvirtuose.

## Leben
Antonio Jiménez Manjón erblindete im Alter von 13 Monaten infolge einer Krankheit. Er verließ bereits mit 14 Jahren seine Heimat und widmete sich in Paris Studien an der Gitarre. Seinen Lebensunterhalt verdiente er sich mit einem virtuosen Gitarrenprogramm. Es umfasste neben Eigenkompositionen unter anderem Werke von Fernando Sor (z. B. die Sonate op. 25) und Dionisio Aguado sowie Transkriptionen von Beethoven und Schubert. Er konzertierte als Gitarrist in mehreren europäischen Ländern wie  Deutschland, Österreich, England und Russland. 1893 ging Jiménez auf eine Konzertreise nach Südamerika, wo er sich schließlich in Buenos Aires niederließ. Hier gründete er ein Konservatorium, an dem er selbst unterrichtete. Er starb 1919 in Buenos Aires.

## Werke
Kompositionen (Auswahl)
- Tres estudios expresivos
- Capricho andaluz
- Leyenda

Bücher
- La escuela de la guitarra